# ドダイYS
ド・ダイYS（ワイエス）、またはドダイYSは、「ガンダムシリーズ」に登場する架空の兵器。初出は、1979年放送のテレビアニメ『機動戦士ガンダム』。作中の敵側勢力であるジオン公国軍が運用する爆撃機（要撃爆撃機）で、扁平な機体形状をしており、上部にグフなどのモビルスーツ (MS) を乗せて飛行が可能である。
当記事では、外伝作品に登場するバリエーション機や、続編の『機動戦士Ζガンダム』で地球連邦軍が運用する後継機ド・ダイ改についても解説する。

## 名称
設定画に書かれている名称は「要撃爆撃機 ド・ダイ」である（ただし、コックピットの設定画には「ドダイのコクピット」と書かれている）。書籍『機動戦士ガンダム 記録全集3』では「ドダイYS」と表記され、プラモデル（ガンプラ）の商品名もこちらを採用したことから、広く浸透していった。
なお、「YS」の名称の意味は不明。
書籍においては、『機動戦士ガンダム 公式百科事典 GUNDAM OFFICIALS』では「ド・ダイ」（本文では「ド・ダイYS」とも）と表記されているほか、『機動戦士ガンダム 艦船&航空機 大全集』では「ド・ダイYS」と表記されており（後述のバリエーションもすべて「ド・ダイ」表記）、2000年以降の資料においては、ほぼ「ド・ダイ」で統一されている。
なお、要撃機という機種は、味方領空に進行してきた敵機、とりわけ爆撃機、偵察機を迎え撃って撃墜する戦闘機のことであるが、本機が属するとされる「要撃爆撃機」なる役務の機種は実在しない。また、「要塞爆撃機」や「要爆撃機」と記述されている資料もある。

## 設定解説
元々は要撃爆撃機として開発されたが、MSの移動を補助するため、サブフライトシステム (SFS) に転用された。
劇中において、本機はもっぱらグフに空中活動能力と長距離飛行能力を持たせるSFSとして描写される。また、フラットベッド型（貨物室を持たず、機体上面に貨物をむき出しで固定する）輸送機としても運用可能である。機体前面に8連装ミサイル・ランチャーを装備するが、空対空戦闘能力はほとんど持たず、劇中でマ・クベ大佐は本機編隊に護衛戦闘機（ドップ）を付けるよう命じている。
機体上面から吸入した空気を下面から噴出することにより、VTOLが可能になっている。また、最前線での戦術輸送を考慮して多数のロケットブースターを備えており、緊急離陸が可能。機体が大きく、重量に比べて推力に余裕のあるエンジンが搭載されており、ペイロードの余裕に着目した軍司令部は機体上部にMSを乗せ、戦場への輸送や降下した大気圏突入カプセルからの回収などの任務を行わせることとなる。
さらには、MSを乗せたままでも戦闘を行えることが発見され（熟練のパイロットは必須だが）、MSの行動範囲の拡大、MSと爆撃機の両者にとって不得手であった対空戦が可能、本機に被弾時でもMSが即座に離脱できるなどの有用性から、ザクIIやグフなどを乗せ、前線で運用された。また、グフの固定武装が空中戦において非常に有効活用できたため、グフには量産時点で本機とのリンクプログラムが搭載された。「本来は中隊長用アンテナとされる額のツノがグフに標準装備されているのは、このためである」との設定も存在する（詳細はグフ#機体構造を参照）。それ以降、MS輸送や空中戦のための補助機体はSFSとして、広く利用されることとなった。
連邦の空中輸送部隊にとって本機とMSの連携は大変な脅威であり、撃墜されたミデア輸送機もかなりあったとされる。ただし、本機の防御力はコア・ファイターの機銃の一連射で爆発する程度と脆弱であり、本機側にも少なくない犠牲が出た。

## 劇中での活躍
テレビ版『機動戦士ガンダム』第23話および、そのエピソードを語る第24話冒頭の前回のあらすじ場面にのみ登場。マチルダ・アジャン中尉率いるミデア隊を迎撃するため、マ・クベの部下クリンク中尉がド・ダイYS+グフ3機と援護のドップ隊で攻撃をかけた。劇中では、操縦を部下に任せたクリンクが部隊全体を指揮するなど、空中管制機的な運用もされていた。
空からの猛攻は、救援に来たガンダムをも窮地に追い込むが、ミデア隊が運んできたGファイターにガンダムが乗って空中戦を挑んだことから、形勢は逆転してド・ダイ部隊は全滅した。なお、このエピソードは劇場版『機動戦士ガンダムII 哀・戦士編』ではすべてカットされており、ド・ダイもGファイターも登場しない。
漫画『機動戦士ガンダム0079』の第4巻後半では、オデッサ作戦にド・ダイYSが登場し、ザク・バズーカを持ったグフを搭載した。連邦軍地上戦艦部隊を襲撃するものの連邦軍戦闘機に襲われ、グフもろとも撃墜される描写がある。
なお、ザクを搭載可能という設定は放映当時には存在せず、漫画『MS戦記 機動戦士ガンダム0079外伝』に混戦のオデッサをさまよう主人公たちのザクが、ド・ダイに乗せてもらうシーンがある。また、漫画『機動戦士ガンダム THE ORIGIN』でも「オデッサ編」にて、シャア・アズナブルの身を案じたマリガンの乗るド・ダイが登場するが、本来のMSを運搬するシーンは描かれなかった。
OVA『機動戦士ガンダムUC』第4話にも登場。ジオン残党のザクキャノンがトリントン基地襲撃の際に運用したが、基地防衛のガンキャノン・ディテクターに撃墜されている。

## バリエーション

### ド・ダイGA
『機動戦士ガンダム 戦略戦術大図鑑』の文字設定が初出で、メカニックデザイン企画『MSV-R』でデザインと詳細が設定された。
ド・ダイYSのペイロードはそのままに、戦闘時のMSとのコンビネーションが発揮できるように開発された対地攻撃型の重爆撃機。滑走離陸時の尻餅防止のために主翼をガル・ウィングに変更し、その中央にメイン・ランディング・ギアを配置。これによってランディング・ギアが短縮され、機体重量が約3パーセント軽減している。
オデッサ防衛戦でヘルムート・ルッツ大尉が480両もの戦闘車両を撃破したうえ、14機の戦闘機も撃墜するが、降着装置の不備で着陸に失敗した結果、死亡している。また、陸戦高機動型ザクに搭乗し、本機とのコンビネーションにより「ホガールの鷹」の異名をもつギュンター・バル中尉は、常に機番 "305" で機首に白い甲冑が描かれた本機とコンビを組んでいたという。
武装
4連装ミサイル・ランチャー
「大型ミサイル」とも呼ばれる。機首に装備。ド・ダイYSでは8連装だったが半分に減らし、空いた左右のスペースにエア・インテークを配置している。
10連装対地ミサイル
「対地ミサイル・ランチャー」とも呼ばれる。ド・ダイYSでエア・インテークがあった上部左右に装備。
設定の変遷
『戦略戦術大図鑑』で「対地攻撃型」と設定された。
ゲーム『ギレンの野望』ではドダイYSの先行型として登場する（「ドダイGA」と表記）。形状はYSと同じであるが、MS搭載能力はない。
『MSV-R』では『ギレンの野望』とは逆にド・ダイYSの改良型とされた。

### ド・ダイII
DO-DAI II / DODAITWO
OVA『機動戦士ガンダム 第08MS小隊』に登場。当初の設定では「ドダイII」、また「ドダイツー」とも表記される。
ド・ダイYSの後期型、または後継機とされる。MSとの併用を基本として再設計されており、ミサイル・ランチャーを廃し、ジェット・エンジンを大型化および増設することにより、推進力や輸送能力の向上、航続距離の延長が図られている。ただし、分類上は「要爆撃機」とされる。また、モビルアーマー・アプサラスの輸送用に一回り大きく再設計されたともいわれる。塗装はほぼ全面が青。
『機動戦士ガンダム 第08MS小隊』第4話では、アプサラスのミノフスキー・クラフトによる飛行試験のため、目的地まで2機がワイヤーでアプサラスを吊り下げて輸送する。本来の、MSを乗せての運用シーンはない。
OVA『機動戦士ガンダムUC』第4話にも登場。ジオン残党のイフリート・シュナイドがトリントン基地襲撃の際に搭乗し、運用した。

## ド・ダイ（サンダーボルト版）
漫画・アニメ『機動戦士ガンダム サンダーボルト』に登場（漫画版は「ドダイ」表記）。
地球連邦軍の軍閥である「南洋同盟」が、一年戦争の終結後にジオン軍が放棄したド・ダイYSを改修した機体。機首は主翼と合わせて緩やかな三角形を描いており、ミサイル・ランチャーは上下に2列、計12基に増設されている。また、主翼の付け根には開閉式の2連装機銃が各1基内蔵されている。底面のVTOL用ノズルは円形のものを4基装備し（漫画版は上面にも同様のノズルがある）、主翼後端にも推進機が搭載されている。コックピットは三座で、前席2つがパイロットとコ・パイロット、後席には機長および部隊指揮官が座る。後席の上には天窓があり、上空の視界を確保するほか、搭載MSとのコミュニケーションもおこなう。
南洋同盟の支配地域に進軍する強襲揚陸艦「スパルタン」に対し、12機がグフを乗せて攻撃をかける。グフを降ろしたあとは周辺空域に待機するが、イオ・フレミング搭乗のジム改陸戦型とビアンカ・カーライルのコルベット・ブースター（漫画版ではド・ダイに似た機体、名称不明）の連携により、次々と撃墜される。指揮官であるクローディア・ペールが乗る機体のみ、チャウ・ミンのグフの援護によって生還する。

## ド・ダイ改
MODIFIED DO-DAI / DODAI REMODELED
『機動戦士Ζガンダム』に登場。当初の設定では「ドダイ改」と表記。
ド・ダイYSの改良型あるいは発展型で、開発はエゥーゴによる。グリプス戦役や第一次ネオ・ジオン抗争において、エゥーゴおよびカラバが運用する。基本的にはMS側から操縦されるために無人であるが、有人操縦のタイプも存在する。最大2機のMSを横並びに搭載可能であり、MSはド・ダイYSのような直立姿勢ではなく、片手で機体上部のグリップを保持し、膝を付いて搭乗する。武装は無しとされるが、『機動戦士ガンダムΖΖ』第35話では機首両側の開閉式3連装ミサイル・ランチャーからミサイルを発射している。また、機首の左右にライトを装備している。
劇中での活躍
『Ζ』では、カミーユ・ビダンが搭乗するガンダムMk-IIやアムロ・レイの駆るリック・ディアスなどが本機を使用している。ティターンズやネオ・ジオンのMSでも操作可能であり、『Ζ』第15話ではカツ・コバヤシの操るガンダムMk-IIを搭載していた本機がロザミア・バダムの操るギャプランに奪われて使用され、『ΖΖ』第36話ではエルピー・プルの操るキュベレイMk-IIによって使用される。さらには、機首のコクピットから搭載MSを遠隔操縦することも可能であり、『ΖΖ』第35話ではハヤト・コバヤシが本機に搭載したジムIIIのビームライフルを本機のコクピットから遠隔操縦し、ラカン・ダカランの操るザクIIIを攻撃している。
輸送機として使用されることもあり、『Ζ』第18話ではルオ商会からアウドムラへの補給物資の輸送に使用され、『ΖΖ』第35話ではコンテナを搭載してコロニー落としの標的になったダブリン市民を救出するために使用された。
ゲームブック『機動戦士Ζガンダム ジェリド出撃命令』では、主人公ジェリド・メサが使用して空戦を行っている。グッドエンドではMSを乗せたまま、母艦上空でバスク・オムに対してビクトリーロールも披露している。
中原れいの漫画『機動戦士ガンダムF90』では、火星独立ジオン軍（オールズモビル）のMS隊が同型のSFSを火星で運用するが、MS1機しか搭載できないサイズで描かれている。
補足
アニメ映画『機動戦士Ζガンダム A New Translation -星を継ぐ者-』の劇中では、カミーユがドダイ改で出撃するシーンがあるが、これを漫画化した『機動戦士Ζガンダム 星を継ぐ者』の中では、カミーユの台詞は「ドダイ」なのに対し、画はドダイ改ではなく、ベースジャバーになっている。